# Volac
Volac ili Valac, prema demonologiji, šezdeset i drugi duh Goecije koji vlada nad trideset i osam legija. Ima izgled djeteta s anđeoskim krilima, a jaše na dvoglavom zmaju. Zna gdje su skrivena blaga i gdje su skrivene zmije. Prizivač ne mora uoptrebljavati silu da bi ga natjerao da mu služi i podvrgao ga svojoj kontroli.

## U popularnoj kulturi
Demon Volac prikazan je kao glavni antagonist u horor filmu Prizivanje 2 (2016.) i spin-offu Časna (2018.).